# Base de lancement d'Andøya
La base de lancement d'Andøya, également connue sous le nom de centre spatial d'Andøya ou Andøya Space, est une base de lancement de fusées-sondes située dans l'île d'Andøya qui fait partie de l'archipel des Vesterålen dans le nord de la Norvège. Depuis 1962, plus de 1 200 fusées-sondes ont été tirées depuis ce site, notamment pour le compte de la NASA. La base de lancement est détenue majoritairement par le ministère du Commerce et de l'Industrie de Norvège et est gérée comme une structure commerciale. En 1995, une fusée-sonde Black Brant lancée depuis Andøya a provoqué une fausse alerte en Russie, connue sous le nom de l'incident de la fusée norvégienne. En 2018, la base de lancement employait 95 personnes.

## Historique

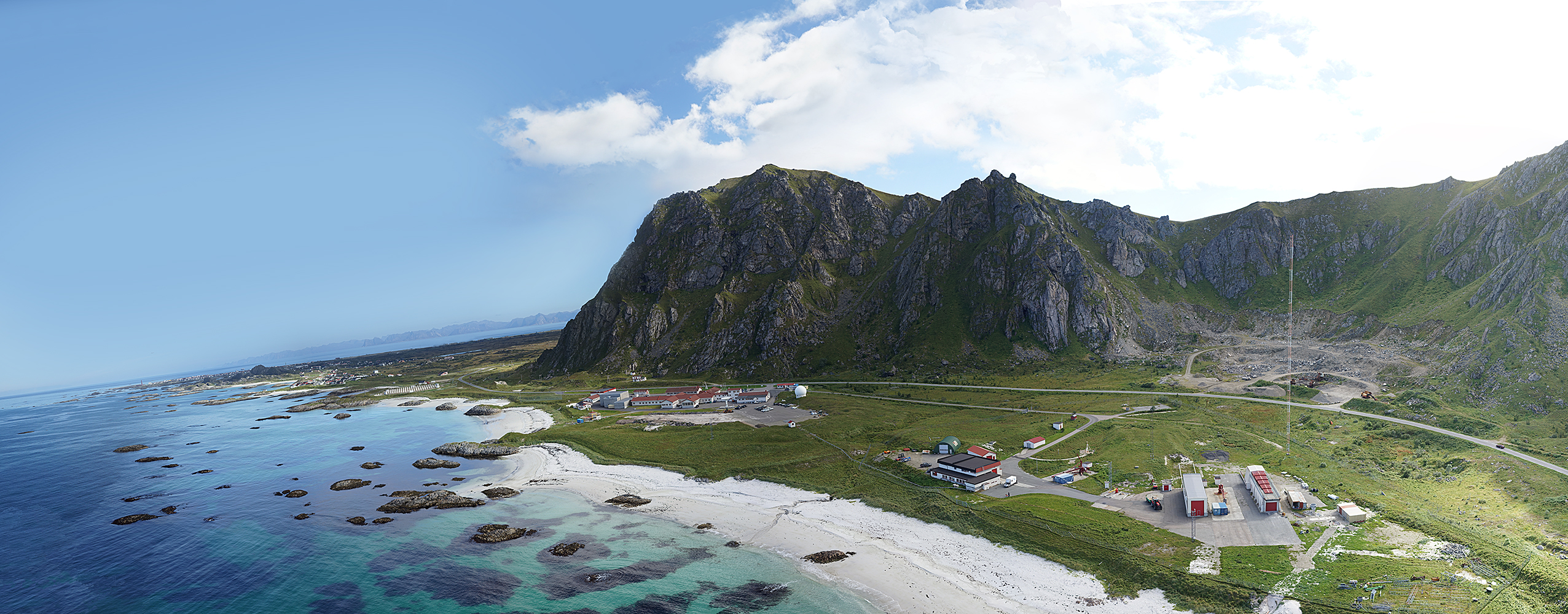
Vue sur Oksebåsen, la zone où se trouve le centre spatial Andøya.

### Ferdinand 1
Le 18 août 1962, la fusée qui allait faire entrer la Norvège dans l'ère spatiale, Ferdinand 1, a été lancée depuis le pas de tir d'Andøya. Ce lancement a lieu cinq ans seulement après que l'Union soviétique ait lancé le premier satellite artificiel en orbite, Spoutnik 1.
Les scientifiques norvégiens ont baptisé la fusée Ferdinand, d'après l'histoire du taureau pacifique qui n'aimait pas se battre mais préférait s'asseoir dans la prairie pour sentir les fleurs. Le nom était approprié puisque la zone du pas de tir était appelée Oksebåsen, « le pâturage des bœufs ». Puisque le lancement se déroulait en pleine guerre froide, le nom devait donc également indiquer que le pas de tir d'Andøya n'avait que des intentions pacifiques dans ses recherches.
Ferdinand 1 était une fusée sonde américaine NIKE-Cajun à deux étages qui transportait deux instruments comme charge utile. Le but du lancement était d'effectuer des mesures dans l'ionosphère, où les particules chargées provenant du soleil ionisent les atomes. Ce processus, qui est le plus intense dans l'ionosphère polaire, est important non seulement pour les aurores boréales, mais aussi pour les communications radio à longue distance, car les électrons libres réfléchissent les ondes radio. L'objectif était d'explorer la possibilité d'améliorer les communications radio à longue portée.
La fusée mesurait 7,7 m de haut, avait une masse totale de 698 kg et une vitesse maximale de 6 760 km/h. Elle a atteint une altitude de 102 km dans l'atmosphère, ce qui fait d'elle la première fusée tirée à partir de la Norvège à atteindre l'espace. Le lancement et la collecte de données suivant le vol ont été considérés comme un succès. Ferdinand 1 fut le premier d'une longue série de lancements de fusées réussis depuis Andøya.

### Andøya Rocket Range
Les installations de lancement d'Andøya pour le vol inaugural de la fusée Ferdinand 1 comprenaient une station de télémétrie et un panneau d'allumage, toutes deux fournies par la NASA, ainsi qu'un ensemble de lancement et quelques conteneurs servant de lieux d'habitation et de laboratoires pour le personnel durant la campagne de lancement. Les opérations des premières fusées sur le pas de tir étaient menées par le personnel de l'Institut norvégien de recherche en défense (NTNF), d'universités norvégiennes et de la base militaire aérienne Andøya Flystasjon, située dans la localité d'Andenes, à 6 kilomètres de la zone de lancement,.
Entre 1966 et 1972, le Conseil européen de recherches spatiales (CERS) utilise le pas de tir d'Andøya pour réaliser plusieurs vols de leurs fusées Centaure et Dragon. Avec la fin des opérations de lancement par le CERS, plusieurs pays font part de leur intérêt à poursuivre la recherche depuis Andøya. Une entente nommée projet spécial ESRANGE est donc conclue entre la Suède, la Belgique, la France, les Pays-Bas, la Suisse, le Royaume-Uni, l'Allemagne et la Norvège afin de poursuivre les lancements à Andøya et ESRANGE à raison de 40 semaines d'activité par année. Avec la croissance des opérations sur l'aire de lancement et l'établissement d'un personnel permanent atteignant 18 personnes en 1972, le NTNF décide de nommer en 1966 le premier administrateur de la base, Arne Gundersen.
En septembre 1962, un mois après le vol de Ferdinand 1, le premier lancement d'un ballon-sonde est réalisé depuis Andøya. Les premiers lancements s'effectuent à depuis la base aérienne d'Ardenes, puis à partir des années 80 exclusivement depuis l'aire de lancement à Andøya,.
Vers 1969-1970, le NTNF accorde un prêt de 4,5 millions de couronnes norvégiennes à la base pour accommoder les fusées plus lourdes et des charges utiles plus complexes, avec pour but d'offrir des lancements avec des partenaires et utilisateurs. Cet investissement prévoyait ajouter plusieurs nouveaux édifices, de nouveaux ensembles de lancement et une nouvelle station de télémétrie. Le Centre des opérations scientifiques, dans lequel toute l'information nécessaire pour déterminer les conditions optimales de vol sont reçues, est notamment complété et inauguré en 1976. Ce centre sera rénové deux fois, en 1995 et 2005, avant d'être transféré dans un nouvel édifice en 2012. L'arrivée d'un nouvel administrateur en 1989 coïncide avec l'achèvement et l'inauguration d'un nouvel édifice pouvant accueillir des accommodements pour les visiteurs, incluant une section éducative. Un nouvel ensemble de lancement est également construite en 1996 pour des fusées pesant jusqu'à 20 tonnes.

### Svalbard Rocket Range
En 1997, un deuxième site de lancement - le Svalbard Rocket Range - a été créé à Ny-Ålesund, au Svalbard, permettant aux scientifiques de lancer des fusées-sondes directement dans la cuspide polaire, là où les lignes de champ magnétique de la terre convergent.
Un observatoire terrestre à lidar, ALOMAR (Arctic Lidar Observatory for Middle Atmosphere Research), a été ouvert en 1994 pour la recherche atmosphérique dans l'Arctique. Il abrite également le plus grand radar VHF du nord de l'Europe.
En 1995, une fusée-sonde Black Brant lancée depuis Andøya a provoqué une fausse alerte en Russie, connue sous le nom de l'incident de la fusée norvégienne. Les Russes pensaient que la fusée était en fait un missile nucléaire tiré depuis un sous-marin américain. Le président Boris Eltsine a été alerté pour préparer une éventuelle contre-attaque à l'aide de la valise noire, mais les Russes ont compris que le supposé missile ne se dirigeait pas vers la Russie. La Russie avaient été informée à l'avance du lancement par le centre d'Andøya, mais cette information ne s'est pas rendue aux techniciens radar Russes.

### Andøya Space Center
En 2014, le Andøya Rocket Range change son nom pour Andøya Space Center dans le but de refléter la place de plus en plus grande occupée par d'autres activités que les fusées-sondes. Les autres activités incluent les drones aériens, les instruments lidar et radar pour la recherche atmosphérique et aussi un centre de test pour les missiles à travers sa filiale Andøya Test Center.

## Spatioport d'Andøya et projets de lancements orbitaux
Andøya a été proposé comme spatioport pour les lancements orbitaux de micro-lanceurs.

### Spatioport d'Andøya
En 2018, un projet vise la création d'un spatioport sur le site d'Andøya, avec pour objectif d'établir la première base de lancement européenne pour les petits satellites. Il doit permettre le lancement de satellites d'observation de la Terre et de communication, en orbite polaire ou héliosynchrone. En orbite polaire, le satellite passe au-dessus ou à proximité des pôles de la Terre à chaque orbite. Cette situation est favorable à la Norvège car elle permet alors une bonne couverture satellitaire des régions norvégiennes, une bonne communication et une surveillance des mers dans le nord. L'orbite héliosynchrone signifie que le satellite passe à une latitude donnée à deux périodes précises, une pour le passage vers le nord et une pour le passage vers le sud. Le plan orbital du satellite tourne vers l'est d'environ 1 degré par jour, ce qui lui permet de maintenir l'angle par rapport à la lumière du soleil et de recevoir le maximum de lumière pour ses panneaux solaires. De cette façon, les satellites d'observation de la Terre reçoivent des données avec une quantité uniforme de lumière solaire et peuvent ainsi utiliser ces données pour analyser les changements qui se produisent à la surface tout au long de l'année. La Norvège a financé le site à hauteur de 365,6 millions de couronnes norvégiennes, espérant un retour commercial sur investissement. En septembre 2020, la base de lancement obtient l'approbation de son plan de zonage qui lui permet d'effectuer jusqu'à 30 lancements orbitaux par an à partir d'un nouveau site situé à 35 kilomètres du site de lancement actuel. La construction de ce nouveau site devait s'amorcer en 2021, avec la mise en service du premier pas de tir vers la fin de 2021, du second pas de tir en 2022, pour une pleine mise en service opérationnelle vers 2023.
Le spatioport d'Andøya est inauguré le 2 novembre 2023 par le prince Haakon de Norvège. Isar Aerospace détient l'exclusivité des lancements sur la première plateforme, afin d'opérer son lanceur léger Spectrum, lequel doit réaliser un premier vol dans l'année.

### North Star
En janvier 2013, la société Nammo et le Centre spatial d'Andøya ont annoncé qu'ils allaient développer une famille de fusées nommée North Star utilisant un moteur-fusée hybride standardisé, groupés en différents nombres et configurations. Nammo prévoit construire deux types de fusées-sondes et un lanceur orbital, capable de livrer un nano-satellite de 10 kg en orbite polaire. Le 27 septembre 2018, Nammo effectue à partir d'Andøya le vol inaugural de sa première fusée-sonde, nommée Nucleus, qui est propulsée par un moteur-fusée à ergol hybride UM1. Elle atteint l'altitude de 107,4 km, ce qui fait d'elle la première fusée propulsée par un moteur-fusée de conception norvégienne à franchir et dépasser la ligne de Kármán et la première fusée à propulsion hybride européenne à réussir cet exploit en plus de 50 ans. L'entreprise prévoit de développer d'ici 2027 une seconde version de son moteur-fusée hybride nommée UM2 pour la fusée-sonde Nucleus XL, potentiellement capable d'atteindre une altitude maximale de 1000 km, et de l'utiliser pour son micro-lanceur North Star.

### Rocket Factory Augsburg
En avril 2021, Andøya Space annonce qu'elle a conclu une entente de plusieurs années avec l'entreprise Rocket Factory Augsburg pour entreprendre le lancement inaugural de la fusée RFA One à partir du spatioport d'Andøya. RFA One est un micro-lanceur de trois étages capable de livrer une charge utile de 1 600 kg en orbite basse et 1 200 kg en orbite polaire ou héliosynchrone. Le vol inaugural du lanceur est prévu vers la fin de 2023.

### Isar Aerospace
Andøya Space a conclu une entente d'exclusivité d'une durée de 20 ans avec l'entreprise Isar Aerospace pour des futurs lancements de sa fusée Spectrum à partir d'un des deux pas de tirs dédiés aux vols orbitaux. Spectrum est un micro-lanceur de deux étages capable de livrer une charge utile de 700 kg en orbite héliosynchrone.

### INNOSPACE
En janvier 2022, Andøya Space signe une entente avec la société INNOSPACE, qui développe une famille de lanceurs nommée Hanbit, dans le but d'effectuer de futurs lancements à partir du spatioport d'Andøya. INNOSPACE prévoit une série de micro-lanceurs, HANBIT-mini, micro et nano, tous avec une capacité de charge utile de moins de 500 kg.

## Équipements
La base de lancement d'Andøya possède six pas de tirs suborbitaux et deux pas de tirs orbitaux sont prévus avant 2023,.
- Andøya Haugnes, pour les missiles Tomahawk
- Andøya U3, pour les fusées-sondes Black Brant, S-310 et Nucleus
- Andøya Athena, pour le lanceur Black Brant
- Andøya LC10, pour des fusées-sondes
- Andøya LC5, pour des fusées-sondes
- Andøya LC9, pour des fusées-sondes

L'aire de lancement est également équipé de plusieurs installations supportant les campagnes de lancement:
- capacité de lancement de fusées jusqu'à 20 tonnes métriques
- stations de télémétrie mobiles et stationnaires à large bande, avec un système de portée oblique pour le suivi
- réseau étendu d'instruments au sol, y compris ALOMAR
- hôtel avec 32 chambres individuelles, cuisine pour les invités et installations de détente
- une grande zone d'impact, permettant une variété de directions de lancement et de configurations de fusées sans avoir besoin de systèmes de guidage

## Activité
En 2022, plus de 1 200 lancements de fusées-sondes et une vingtaine de lancements de ballons-sondes avaient été accomplis depuis la base.